# CSI:科学捜査班
『CSI:科学捜査班』（CSI かがくそうさはん、英語: CSI: Crime Scene Investigation）は、アメリカ合衆国のCBS他にて2000年から2015年まで放映されていたテレビドラマ（海外ドラマ）シリーズ。日本では、WOWOW、AXN、Dlife、TOKYO MXおよびテレビ東京系列などで放送。2021年10月から新シリーズ『CSI: ベガス』が放送開始された。
ネバダ州ラスベガスを舞台に、最新科学を駆使して凶悪犯罪に挑む、ラスベガス警察科学捜査班の活躍を描く。

## 解説
製作総指揮はジェリー・ブラッカイマー。主題歌はザ・フーの「Who Are You」。
米国の警察組織にも他国と同様に科学捜査を行う鑑識のチームは存在していたが、CSI（Crime Scene Investigation=科学捜査班）というセクションは存在せず完全にTVドラマ用のフィクションであった。また、このような地味ともいえる職種を志望する人員は極めて少数であり、常に人手不足であったと言われる。
ところが本作の大ヒットにより、就職志望者が殺到した。そこで各警察署では科学捜査を行うセクションを独立させ、CSIと命名した。また、このドラマの世界的ヒットにより、各国の警察も米国と同様に組織改編を行ったと言われている。TVドラマの影響力が現実の科学捜査の進展に大いに寄与した。フィクションであるドラマが現実を動かした好例の一つと言える。
本作の概要は、華やかなカジノを中心に人々の欲望が渦巻く街・ラスベガスを舞台に次々に起こる難事件を、科学捜査班（CSI = Crime Scene Investigation = 犯罪現場捜査、日本では鑑識班）が最新科学を駆使して、現場証拠から犯人及び犯行過程を解明していく。必ずしも事件が全て解決する訳ではなく、解決しても後味の悪い結果になる場合もある。また、各話のエンディング部分で、後日譚などのエピソードが描かれることなく、いきなり終わってしまうことが多いのも特徴である。基本的には1話完結であるが、特定の犯罪者が複数のエピソードあるいはシーズンにまたがって登場することもある。
主人公に相当するキャラクターが1人おり、シーズン1第1話からシーズン9第10話まではウィリアム・ピーターセン演じるギル・グリッソムが、シーズン9第11話からシーズン11最終話まではローレンス・フィッシュバーン演じるレイモンド・ラングストンが、そしてシーズン12第1話からはテッド・ダンソン演じるD・B・ラッセルが主人公格としてストーリーを牽引している。一方、チーム全員で1つの事件を捜査することもあれば、1エピソードごとに複数の事件をチーム分けで担当することもあるため、必ずしも主人公格のキャラクターばかりに焦点が当たるわけではない。犯罪捜査を軸としつつもチームの人間関係や捜査官個人にスポットが当たることもあり、特定の捜査官を中心に描かれるエピソードでは、他のキャラクターの出番が少なかったり、全く登場しないこともある。
役職名に関しラスベガスのみ「主任」という呼称が使用されているが、chiefという台詞を誤訳したと思われる。正確には「LABO(Laboratory）director」という役職名「管理者・責任者」を指し警部とは同格にあたるポジションのため、以降のマイアミ・ニューヨークでは「チーフ」と日本語訳が改められている。※マイアミのホレイショが警部補であり課長職に相当する
セットや小道具の全ては、実際の捜査で使用する本物を用意し、リアリティの追求に余念が無い。このような芸当が可能なのはアメリカのテレビ番組制作における予算が潤沢なためである。また、現実の犯罪捜査で鑑識班が捜査班として、尋問や逮捕あるいは捜査などの刑事の仕事をすることは有り得ない（彼らは警察学校で数カ月間の研修を受け「法に遵って正しく権力を振るいます」と宣誓した警察官ではなく、技官）。
番組中CSIチームが使う捜査用車両は番組開始当初はシルバーの二代目ジープ・グランドチェロキーだったが、第1シーズン中盤から青の二代目シボレー・タホ、第2シーズンからタホの姉妹車である青（第6シーズンからシルバー）の二代目GMC・ユーコンデナリ、第7シーズン第3話からシルバーの三代目ユーコン、第8シーズン第13話から黒の三代目ユーコンのハイブリッド仕様に乗り換えている。

### 作品評価・視聴者数
全米では、『ER緊急救命室』、『フレンズ』を抜いて視聴率No.1になり、その好調さを示すように『CSI:マイアミ』、『CSI:ニューヨーク』と2作のスピンオフ作品が発表されている。また、第31回 People's Choice Awardsにてフェイバリット・テレビ・ドラマシリーズで受賞、キャサリン役のマーグ・ヘルゲンバーガーがフェイバリット・テレビ・スター女優賞を受賞した。また主演のウィリアム・ピーターセンの2008年時点での一話あたりのギャラが60万ドルであり、これは全米のプライムタイムのドラマで最高額であった。
シーズン1から平均視聴者数は2000万人超えを記録、通算100話目となるシーズン5第8話「第三の性」（原題 Ch-Ch-Changes）では、シリーズ最多となる3146万人の視聴者数を記録した。このシーズン5ではスピンオフ2作も出揃い（マイアミ編はシーズン3、ニューヨーク編はシーズン1）、第1話の視聴者数が週間視聴者数ランキングでそれぞれ1位、2位、5位を記録、3作全てが大ヒットを記録した。シーズン5の視聴者数は平均で2626万人であり全シーズンで最多となった。
一方、これ以降視聴者数は緩やかに減少し、シーズン8では平均視聴者数が2000万人を割り込んだ。シーズン12第20話「殺しの衝動」（原題 Altered Stakes）では、1話あたりの視聴者数が1000万人を割り込むなど、その勢いには陰りが見えている。
なお、マイアミ編は2012年5月にシーズン10でファイナルを迎え、ニューヨーク編は2013年5月にシーズン9をもって放送を終了した。2013年時点では、CSIシリーズの中で放送が継続しているのは本作のみとなっていたが、新たなスピンオフ作品として『CSI:サイバー（英題:CSI: Cyber）』の放送が発表された。主演はパトリシア・アークエット。『CSI:サイバー』の舞台はクアンティコのFBIの話となる。本シリーズに関しては2015年2月にシーズン15で終了、最終話は2時間のテレビ映画になることが決まった。また、ラッセル役のテッド・ダンソンが『CSI:サイバー』に本番組と同じ役でレギュラー出演することも発表された。
しかし、その『CSI:サイバー』も視聴率が伸び悩んだため第2シーズンで打ち切りとなり、これによって2016年3月で16年間続いてきたCSIシリーズは一旦終焉を迎えることとなった。その後、前述の通り、2021年10月から新シリーズ『CSI:ベガス』が放送開始され、シーズン2の製作も発表された。

### 社会への影響・批判
現実の捜査では、DNA鑑定や遺体の毒物検査の結果が判明するまでに数週間から数ヶ月かかるのに対し、劇中では数時間程度で結果が出るという違いがあり、実際の捜査手順からかけ離れているとの批判が存在する。また、アメリカでは人気番組であるCSIを見た陪審員が、現実とかけ離れた証拠の基準を抱くようになり、たとえ複数の目撃証人がいても、科学的証拠なしでは有罪判決を拒否するようになる傾向があると指摘する検事や法学者も存在する。CSI効果（CSIエフェクト）と呼ばれている。他にも劇中で行われる高度な科学捜査（法科学）を一般に広めてしまうことで、犯罪隠蔽の巧妙化を招くのではないかと不安視する声もある。この意見はドラマ内でも取り上げられ、記者がグリッソムにその質問をするシーンがある。

### 出演者の変遷
本作は放送が10年以上に及ぶ長寿作品ということもあり、レギュラーはもちろん、その他の出演者の入れ替えも随時行われている。レギュラー出演者については、シーズン1第1話の時点では5人であったが、シーズン3以降は8人になった。その後、シーズン7からシーズン12までは、シーズンの途中あるいは節目で必ずレギュラー出演者に変動が生じていた。シーズン14の時点では、レギュラーは11人と当初の倍以上に増えている。なお、シーズン1第1話から継続してレギュラー出演していたのは、ブラス警部役のポール・ギルフォイルのみである（シーズン14をもって降板）。
以下に、出演者の変遷がメディアの話題となった事例を記す。
2004年、ギャラ交渉のもつれによってサラ・サイドル役のジョージャ・フォックスと、ニック・ストークス役のジョージ・イーズの降板が発表された。後日、制作側との和解によって二人の降板は取り消されたが、2007年の契約更改でジョージャ・フォックスの更新は行われず、彼女はシーズン8第7話で番組を一度降板した。また、ジョージ・イーズは2013年には自分のキャラクターの方向性に不満を抱き番組脚本家と口論となり、一時降板させられるという騒動も起こしている。また、ジョージに関してはシーズン15最終話で降板し、2015年9月の最終話にはエリザベス・シュー共々出演しなかった。
2008年、ウォリック・ブラウン役のゲイリー・ドゥーダンが契約の更新を断り降板すると発表された。発表から約半月後にゲイリーが複数の薬物所持で逮捕。降板の理由に関してさまざまな憶測が飛び交った。
2008年、ギル・グリッソム役のウィリアム・ピーターセンがシーズン9第10話を最後に番組を降板することが発表された。一部では「マイアミ」「NY」などスピンオフ化の方向性に不満を持ったと噂されたが、降板後もピーターセンはエグゼクティブ・プロデューサーとして番組の製作に関わっている。
2009年、ジョージャ・フォックスがシーズン9にゲスト出演。その後、彼女はシーズン10にも出演し、シーズン11からは再びレギュラーとして復帰した。

## 登場人物
本項では、2015年2月までのシーズンに関してシーズン数及び話数を、2015年9月の最終回に関しては最終回と記述する。

### レギュラー
ギル・グリッソム博士 (Gil Grissom Ph D.)
演 - ウィリアム・ピーターセン、日本語吹替 - 野島昭生
出演 - 第1シーズン第1話〜第9シーズン第10話、第11シーズン第13話、最終回
CSI夜番主任、CSI捜査官レベル3（特殊技能：昆虫学）
1956年8月17日生まれ。カリフォルニア州出身。UCLA卒。ラスベガス市警科学捜査班夜番主任。第1シーズン第2話で現在の地位に昇格。本名はギルバート・グリッソム。
9歳で植物学を教えていた父親が突然死し、画廊を経営する母親のもとで育った。母親は未だに夫のためにクリスマスプレゼントを買ってくるという。学生時代から法医学に興味を持ち始め、カリフォルニア州史上最年少の22歳で検死官になった。ラスベガス市警鑑識課着任後は、同市の検挙率を全米14位から2位にまで引き上げるのに大きく貢献した。地道な実験に基づく昔ながらの捜査方法を好みつつ、近代テクノロジーも活用して捜査を進める。マスコミ受けがよいらしくインタビューを受けることも多い。
博識でシェイクスピアからスヌーピーまで、古今東西のあらゆる引用を行う（古典の引用ではシェイクスピアが多い）。
母親から遺伝した耳硬化症を患う。第3シーズン冒頭から本格的に病状が悪化し、読唇術で何とか乗り切っていたが、その後何度も捜査に支障を来すようになる。第3シーズン最終話でようやく手術を受け、聴力は回復した。読唇術のほかに母親に習った手話も流暢に使いこなし、こちらは捜査にも役立っている。
特技の昆虫学に対する執着は深く、仕事場は昆虫標本にあふれ、レース用のゴキブリを飼うほど。趣味はジェットコースターに乗ること。全米中のジェットコースターを熟知しているような発言が第4シーズン第20話で見られる。また、精神的に行き詰まると乗って気分転換を図ることもある。大学時代にはポーカーで学費を稼いでいた。ワーカホリックのため、私生活では独身。ハンクという名前のボクサーを飼っている。
教え子であるサラ・サイドルに対して師弟以上の感情（第4シーズン第12話「蝶の亡霊」参照）をもっていたが、第6シーズン最終話「サヨナラはまだ…」でついに交際関係であることが発覚。しかし、ラボの服務規定で職場恋愛が禁止されているため、第7シーズン最終話まで交際を公にしなかった。
第5シーズン第22話「主任失格」でキャサリンが仕事の後に行ったバーで容疑者と接触があったことを自分が聞こうとしなかったのに話さなかったと彼女を非難し、ラストで“私はそれ（他人とのふれあい）を求めない”と関係の修復を求めるキャサリンを冷たく切り捨てた。
第5シーズン第9話で、局長補佐のエクリーの画策によりチームが再編され、キャサリン、ウォリック、ニックは遅番に異動となった。第6シーズンではチームは再々編され、夜番を率いる。
第9シーズン第10話にてCSIを辞職、サラの待つ熱帯雨林へと旅立った。その後、第10シーズンで既にサラと結婚しており、フランスに移り住んでいる。
第13シーズン時にはサラと離婚している。最終回では、海洋生物の保護活動に勤しんでおり、レディ・ヘザーが連続爆弾事件に絡んでいると踏んだことから、エクリーの依頼で呼ばれる。事件解決後、サラと復縁。
吹き替え版での彼の呼び名は「主任」となっているが、オリジナル（英語）版では「グリッソム」もしくは「グリス」、「ギル」などと呼ばれている。
『CSI:ベガス』にも登場したが、ピーターセンが2021年8月22日、撮影中に体調を崩し、病院に搬送された事が報じられた。結局、S1のみの出演となり、今後はクリエイターの1人として製作に関わる事となった。
キャサリン・ウィロウズ (Catherine Willows)
演 - マーグ・ヘルゲンバーガー、日本語吹替 - 高島雅羅
出演 - 第1シーズン第1話〜第12シーズン第12話、最終回
CSI捜査官レベル3（特殊技能：血痕分析）
1963年3月26日生まれ。モンタナ州出身。母子家庭で育ち、父親の顔を知らない。ブロンドで碧眼。元ストリッパーという異色の経歴の持ち主。姉と妹がいる。
ある事件にかかわった際、彼女の才覚に気づいた刑事ジミー・タデーロから転職を勧められ、犯罪学の学位を取得し転職した。ストリッパー時代の親友ステファニーの殺人事件の犯人として逮捕されたケルソの病死を機にジミーと再会し、皮肉にも恩人である彼が証拠を捏造し冤罪事件を引き起こしていたことを突き止めてしまう。結果的にジミーは親友を殺した真犯人を逃がしてしまったため、尚更に彼の証拠捏造を見逃すわけにはいかなかった。
母親も元ショーダンサー。母親の昔の恋人でラスベガス有数のカジノのオーナーであるサムとは古くからの友人だが、内心では彼を実父と確信しているため微妙なものがあった。第3シーズン最終話でキャサリン自ら行ったDNA鑑定により、血縁関係が確定したため、より複雑な思いを抱え込むことになる。
離婚歴があり、一人娘リンゼイの育児・教育に悩む母でもあるが、同時に一人の女性として生きたいという気持ちと板ばさみになることがしばしばある。元夫エディとも確執があったが、彼は第3シーズンで死亡した。自身が幼い娘を持つ親でもあるため、子供が関わる事件には感情をむき出しにすることがある。そのため、後に無実となった者から恨まれたこともあった。
第5シーズンに行われたチーム再編成で、夜番チームの副主任から（以前から早番の主任への昇格を希望していたにもかかわらず）エクリーの嫌がらせで遅番チームの主任に昇格することになる。しかし、第6シーズンでのチーム再々編成により夜番の副主任となり、ニックやウォリックら元のメンバーと捜査出来るようになった。第9シーズンでグリッソムが退職したため、第11話より夜番主任となったが、第11シーズン終盤で発生したラングストンの行為の責任を取る形で降格。その後、第12シーズン第12話でFBIからのヘッドハンティングに応じる形で退職した。
最終回では、事件が発生したのが自らが経営権を持つエクリプスだったことから急遽ロスから駆けつける。娘のリンゼイは最終回でベガス署CSIのレベル1になり、グリッソムとおこなった鑑識作業で事件解決の手がかりを見つけた。事件解決後CSIに復帰し、主任に立候補する事をラッセルに明かした。
ウォリック・ブラウン (Warrick Brown)
演 - ゲイリー・ドゥーダン、日本語吹替 - 山野井仁
出演 - 第1シーズン第1話〜第8シーズン最終話、（ゲスト出演）第9シーズン第1話
CSI捜査官レベル2→3（特殊技能：オーディオ・ビジュアル分析）
1970年10月10日生まれ。メンバー唯一のベガス出身。褐色の肌にグリーンの眼が印象的。
7歳で母親を亡くし、祖母に育てられた。父親に会ったことはない。タクシー運転手、カジノのウェイターなど様々な職に就きながらラスベガス大学の学位を取得。その当時築いた人脈を捜査に役立てることもある。
基本的には真面目で上昇志向だが、無類のギャンブル好きであるため、そのことが第1シーズン第1・2話での新人の殉職の原因になった。それ以降、賭け事はしないとグリッソムに誓う。同じ時期に判事の汚職に関わったことがあったが、グリッソムに打ち明けて解決した。しかし第3シーズンでは被告側の弁護人からギャンブルに嵌まっていた過去に触れられ、証拠の正当性に疑義を呈されるという経験をすることになった。
ニックとはよきライバル関係である。チーム再編成後は遅番チームに所属。
さりげなくも女性関係は派手であったが、第6シーズンにて看護師のティーナと突然結婚した。その結果、自分に恋心を抱いていたキャサリンを振ることになる。しかしその結婚生活も長くは続かなかったようで第8シーズン第2話で破局を迎えたことが明らかになった。
第8シーズン最終話でマッキーン副保安官に撃たれてしまい、第9シーズンの冒頭で通報を聞き駆けつけたグリッソムの腕の中で息を引き取った。生前、親権を争っておりそのDVDの中でグリッソムを父親として尊敬していると語っていた。
第13シーズン7話ではウォリックの墓前で死体が発見され、ティーナと息子のイーライが登場する。
WOWOWで実施された『CSIイケメン捜査官ランキング』では1位に入る（ポイントは「眼差し」）。
ニック・ストークス (Nick Stokes)
演 - ジョージ・イーズ、日本語吹替 - 家中宏
出演 - 第1シーズン第1話〜第15シーズン
CSI捜査官レベル2→3（特殊技能：毛根・繊維分析）
1971年8月18日生まれ。テキサス州出身。本名はニコラス・ストークス。父親は判事、母親は弁護士という裕福な家庭で育った。警官から転属し、ダラスでの数年の勤務の後、ベガスに赴任する。幼少時代の父親からのニックネームは「パンチョ」。
ユーモアにあふれ、ディスカバリーチャンネルが好きなアウトドア派で、非常に人好きのする人物。その人柄はグリッソムにも評価され、サラとの昇進争いでは優位に働いた。一方で女性に対しては弱い面もあり、それがきっかけで事件に巻き込まれたり、男性からストーキングされたりした過去がある。シーズンが変わるたびに髪型を丸刈り、七三、その他など、頻繁に変えている（1シーズン中に変わったこともある）。また、ひげを生やしていた時期もある。
おもちゃ発明が趣味で休日はおもちゃ作りを楽しんでいる。ピーナッツバターが嫌い。
同年齢のウォリックとは良きライバル関係で、張り合いながらもお互いを信頼している。ウォリックより勤続年数が長い。
堪能、というほどではないがスペイン語の心得があり、スペイン語で歌われる歌の歌詞を翻訳したり、ヒスパニック系の人間が多く住む地域などではスペイン語で聞き取りを行ったりしている。
幼少時にベビーシッターに性的虐待を受けたことがあり、子供がターゲットになる犯罪には敏感。被疑者が未成年である場合など「話が解る年長者」として振る舞い、思わぬ解決口をつかむことがある。
クエンティン・タランティーノがゲスト監督を務めた、第5シーズンの最終2エピソード「CSI“12時間”の死闘（前後編）」では、犯人に拉致されて密閉状態の箱に監禁されて埋められ、命の時間が徐々に縮んでいく様子をCSI内にwebカメラで中継されるという、レギュラー陣で最大の極限状態を体験した。
チーム再編成後はキャサリン、ウォリックとともに遅番チームに所属。その後の再々編成で他のメンバーと合流。
第15シーズン最終話でサンディエゴCSI主任のオファーを受けて退職した。最終章には登場しない。
WOWOWで実施された『CSIイケメン捜査官ランキング』では4位に入る（ポイントは「笑顔」）。
サラ・サイドル (Sara Sidle)
演 - ジョージャ・フォックス、日本語吹替 - 浅野まゆみ
出演 - 第1シーズン第2話〜第8シーズン第7話、第11シーズン〜最終回（ゲスト出演）第9シーズン第1・2・10話、第10シーズン
CSI捜査官レベル2→3（特殊技能：要素・元素分析）
1971年9月16日生まれ。サンフランシスコ出身。両親は元ヒッピーだった。ハーバード大学出身の才女で、CSI訓練生だった頃にグリッソムの講義を受ける。それが縁となり、サンフランシスコのCSIからグリッソムに引き抜かれた。恩師譲りのワーカホリック。
強姦事件の際に自ら囮に志願するなど行動力と勇気がある。また普段はクールだが女性が犠牲になる事件では感情をむき出しにして捜査にのめりこむ熱い面もある。
第1シーズンでの豚を使った実験が原因でベジタリアンになる。動物愛護派。
第3シーズンまでは救急班のハンクと交際していたが、（捜査のためやむを得なかったとはいえ）キャサリンにデートを台無しにされたり、裁判で被告側の弁護人から証拠の正当性に疑義を呈されるなど、何かと気苦労が多かった。第17話で彼が別の女性と二股をかけていたことが発覚し、破局する。
第4シーズン終盤では精神的に不安定になり、飲酒運転で検挙され、グリッソムに迎えに来てもらう。カウンセラーからは自分の過去を上司に話すべきだと忠告され、その後グリッソムに過去を打ち明ける。これにより家庭内暴力に耐えられなかったサラの母ローラが父親を殺し、その後は里親のもとで育ったことが判明した。グリッソムに師弟を越えた愛情を持ちつつ、長年互いに踏み込めないでいたが、第6シーズン最終回でついに交際が発覚。だが、自ら交際を公にすることはなかった。
チーム再編成後はグリッソム、早番出身のソフィア・カーティスとともに夜番チームにとどまる。しかし、グリッソムとの交際が公になると、ラボの服務規定により別シフトに異動させられた。
第7シーズン最終話で、模型連続殺人事件の真犯人によって拉致され、車の下敷きにされてしまう。それを機に捜査をすること（サラ曰く「死の世界に首を突っ込むこと」）が、苦痛に感じられるようになり、CSIを去ることとなった。
第9シーズンではウォリックの葬儀に参加するために一時的にラスベガスへ戻ってきた。第10シーズンでは、退職したライリーの穴埋めで一時的に復帰し、第11シーズンでレギュラーに復帰する。
尚、第10シーズン登場時にはグリッソムと結婚している。また、第13シーズンで離婚していることが発覚する。
第15シーズン最終話後に放送された最終章（事実上のラストエピソード）にてラッセルの後任としてCSIチーフに就任、グリッソムとの付き合いを再開しラスベガスエピソードは完結、15年の幕を降ろす。その後『CSI:ベガス』にも登場したが、諸事情によりS1のみの出演となった。
ジム・ブラス (Jim Brass)
演 - ポール・ギルフォイル、日本語吹替 - 麦人
出演 - 第1シーズン第1話〜第14シーズン、最終回
市警察殺人課警部
1953年1月3日生まれ。ニュージャージー州出身。本名は、ジェイムス・ブラス。
ラスベガス市警には刑事として赴任。その後CSIの主任となる。第1シーズン第2話で新人のホリー捜査官が殉職したため、責任を取らされ元の殺人課に左遷される。CSIの主任だっただけあって経験と知識は豊富なはずであるが、殺人課に左遷されてからは科学捜査の話題に加わることはほぼ皆無であり、あくまで一人の刑事として事件に関わっている。科学捜査を揶揄するときもあるが、グリッソム達に積極的に協力して事件にあたってゆく頼もしき存在。
非常に巧みな話術の持ち主で、尋問における被疑者や弁護士との駆け引きにも長けているほか、メンバー同士のいさかいが起きた際にも冷静に解決策を提示する場面もある。
私生活では離婚しており、元妻の連れ子である一人娘エリーが関わるエピソードでは主役級の扱いを受けた。のちの事件では娘エリーがさらわれたように見えたが実は犯人の一味であり、さらわれたと思われた娘を心配してきた元妻ナンシーも殺害した。第6シーズンでは犯人から銃撃を受け一時的に危篤状態に陥った。愛車兼捜査用車両は第5シーズンまでは水色のビュイック・ルセイバー、第6シーズンからは黒色のダッジ・チャージャー。
第14シーズン最終話で娘のエリーが自殺を図るが未遂に終わる。その後、シーズン終了と共にベガス署を去るが、最終回でカジノ（キャサリンがオーナーを務める「エクリプス」）の警備担当として登場。最終回では、ヘザーの屋敷を捜索中に爆発に巻き込まれて負傷し、入院。
グレッグ・サンダース (Greg Sanders)
演 - エリック・スマンダ、日本語吹替 - 村治学
出演 - 第1シーズン第1話〜最終回
CSI研究員→CSI捜査官レベル1→2→3（第9シーズン）
1975年5月5日生まれ。カリフォルニア州出身。本名はグレゴリー・サンダース。母方の祖母はノルウェー人。一人っ子。子供の頃から優秀で飛び級の末、スタンフォード大学を優秀な成績で卒業した。若手の研究員ながらDNAラボの責任者であり、ベガスに移る前はニューヨークにいた。第1・第2シーズンではサブ・レギュラーだったが、第3シーズンよりレギュラー入り。
基本的には明るい性格で、よく軽口を叩いてはグリッソムに睨まれている。一方でグリッソムに認められようと頑張る姿も多く見られるが、得意げに知識を披露してもグリッソムが一枚上手であることが多いため、功を奏することはほぼない。
マリリン・マンソンなどのロックやスキューバダイビングを愛好し、そのせいでネバダ州の様々な水辺に関する地理に明るく、何度か捜査で役立ったこともある。コイン収集もしており、趣味が多い。グリッソム曰く「私よりノーマル」。第2シーズンあたりまでは派手めのシャツを着用したり、よく突飛な髪型や被りモノ姿で職場に現れたりしていた。職場内でもロックを大音量で流し、往々にしてヘッドホンを使っていたため、CSIのメンバーが訪ねてきても全く気づかないことも多々あったが、第3シーズン以降はそのような描写は少なくなった。コーヒー好き。
第3シーズンではキャサリンの手違いにより起きたラボの爆発事故に巻き込まれるが、辛くも助かる。
シーズンを通して徐々に捜査官になることを望むようになり、第5シーズンから見習いとして現場捜査に参加。第11話「ホームズ最後の夜」で単独捜査した事件での捜査姿勢が評価され捜査官となり、夜番に組み入れられた。一時期サラに憧れていた節があったが、さほど進展しなかった。サラと共に事件を解決しているエピソードが多い。
第7シーズン第4話「害虫の群れ」で、捜査中に少年の暴行集団にまさにリンチを受けているところの男性を助けるため、集団に車で突っ込み男性は助けられるが、グレッグ自身も暴行を受け重傷を負ったことがある。後のエピソードでグリッソムにこの行為の勇気をたたえられる。
サラにそれとなく聞いていたため、彼女がグリッソムと交際していることを知っていた。
アル・ロビンス (Al Robbins)
演 - ロバート・デヴィッド・ホール、日本語吹替 - 西村知道
出演 - 第1シーズン第6話〜最終回
CSI検死官
1952年1月19日生まれ。本名はアルバート・ロビンス。第1・第2シーズンではサブ・レギュラーだったが、第3シーズンよりレギュラーに昇格。
交通事故で片脚を切断したため、義足をつけている。優秀な検死医であり、CSIにとって無くてはならない存在。自分の仕事に誇りを持ち、ユーモアを忘れずに仕事をこなす。有名人の遺体を写真に収め、スクラップしている。
一方、誇りがあるがゆえに自らの検死に疑いを抱かれることを嫌っており、新証拠が見つかったために遺体を掘り起こして再検証することになった際には、署名を求めにモルグにやってきたニックとブラス警部に対して、自らの検死に落ち度があったと世間の非難を浴びる可能性に言及し、不快感をあらわにしていた（掘り起こした遺体からは複数のアザが見つかったため殺人事件として再捜査されることになったが、埋葬直前の防腐処置によって浮き出たものであり、ロビンスの検死に落ち度はなかった）。
私生活では妻と数人の子供のいる平穏な家庭人でもあり、一度、妻にセクシーな下着を贈って浮気を疑われたことがあるらしい。第7シーズンから自宅でジャックラッセル・テリアを飼っている。「Dr. Robbins & the DeComps Band」という名のバンドを組んでおり、ギター演奏をし歌う。
グリッソムとは気が合いジョークを交し合う仲であるが、グリッソムが辞職を打ち明けた際には叱咤激励しつつも「私は辞めない」と独白した。
デヴィッド・フィリップス (David Phillips)
演 - デヴィッド・バーマン、日本語吹替 - 上田燿司
出演 - 第1シーズン第5話〜最終回
CSI検死官
フルネームはデヴィッド・グレゴリー・フィリップス。ロビンスの助手として死体発見現場での検死を主に行っている。真面目で温和な性格で腕も優秀だが、奇妙な事態に遭遇するとすぐ動揺してしまう。全身多毛症の被害者の遺体を好奇心で見学しにきたホッジス、アーチー、ヘンリーに対して「死者を冒涜するな！」と怒りをあらわにしている。猫アレルギー。一時期サラに好意を持っていたが、別の女性と結婚。
第10シーズンよりレギュラー入り。CSIシリーズでは初の検視官2名のレギュラー入体制。父親は空軍の大佐（S2・E17）
デヴィッド・ホッジス (David Hodges)
演 - ウォレス・ランガム、日本語吹替 - 咲野俊介
出演 - 第3シーズン第11話〜最終回
CSI分析官
第3シーズンでロサンゼルスから異動。新人であるにもかかわらずグリッソムに敬語を使わず、異動の理由は「態度がデカいから」だったと説明した（しかし第3シーズン第22話「傷だらけのCSI」では敬語を使って話している）。ウィリアムズ大学出身で、生化学修士号を持つ。基本的にラボ勤務だが、たまに現場に出ることもある。第8シーズンよりレギュラーに昇格。
頭脳明晰で腕も確かだが少々変わった性格の持ち主で、空気を読まない減らず口を叩く癖があることから、CSIのメンバーからは若干敬遠されている節がある。また、検査の結果を直接主任に報告してしまうことから、ニックからは受けがよくなかった。ラボ時代のグレッグに憎まれ口を利く事を特に好んでおり、彼が捜査官になってからは以前の彼の素っ頓狂な姿を懐かしむこともある。彼女は居たが、ふられている。本人曰く「運動神経は無い」。劣性遺伝によりシアン化合物を嗅ぎ分ける嗅覚を持っている。飼い猫の名前は「Mr.K」、またの名を「コバヤシマル」。名前はスタートレックに関係すると思われるが、話をグリッソムに打ち切られたため不明。
吹き替えでは、何故かグリッソムを「大将」（サー《Sir》）と呼ぶ。会話の波長が合わないためか、グリッソムもホッジスに対しては、無駄話を無理矢理断ち切るなどそっけなく接しているが、彼自身は上司を心から尊敬しているようで、第7シーズン「模型の鍵」ではCSIメンバーが捜査に出ている間にラボメンバーを集め、グリッソムが解決に悩んでいた『殺人模型』を解析し連続殺人事件の解決の糸口を見つけた。また、グリッソムがCSIを去る時は最後まで引き留めようとしていた。
第7シーズンで、グリッソムがサバティカル休暇を取りウィリアムズ大学へ講義に行った際、ウェブで受講し「スパンキー」の名でレポートを提出している。
グリッソムを敬愛していたためか、彼と入れ違いでチームに加わったラングストンには当初は意地悪な態度で接していたが、あっさり丸め込まれてしまい、その後は普通に接するようになった。
シーズン13でイタリア人の女性・エリザベッタと知り合って一週間で恋に落ちたことが判明したが、シーズン14で破局している。
ヘンリー・アンドリュース (Henry Andrews)
演 - ジョン・ウェルナー、日本語吹替 - 荻野晴朗
出演 - 第5シーズン第23話〜最終回
毒物分析官。演ずるジョンは、第5シーズン第14話ではサム・トレイシーという別の役として出演していた。祖母はフロリダ在住。第13シーズンからレギュラーに昇格。
ソフィア・カーティス (Sophia Curtis)
演 - ルイーズ・ロンバード、日本語吹替 - 冬馬由美
出演 - 第5シーズン第7話〜第8シーズン第1話
CSI昼番→夜番→ラボ→刑事課
昼番の副リーダー格として活躍し次期主任候補とされていたが、内部調査の際、グリッソムに公平な評価、すなわちエクリーにとって好ましくない評価を出したため夜番に異動させられる。順応しようと努力はしたが、左遷されたという意識に耐え切れずラボ勤務に切り替える。
その後、刑事課に転属・同時に転勤していたが、第6シーズン第1話でベガスに戻り、CSIと協力して事件捜査にあたるようになる。母親も元刑事。捜査中に考えていることを口に出して確認する癖がある。
第7シーズンよりレギュラーに昇格したが、第8シーズン第1話を最後に降板。
第11シーズンにゲストとして再登場し、本部長補佐へと出世しブラス警部の上司となっていることが明かされる。
ウェンディ・シムズ (Wendy Simms)
演 - リズ・ヴァッシー、日本語吹替 - 津川祝子
出演 - 第6シーズン第6話〜第11シーズン第2話
DNA分析官。第6シーズンより、ミアの後任としてサンフランシスコから異動してきた。
ラボメンバーの中ではサバサバとした性格。
ホラー映画が好きで、学生時代ホラー映画のエキストラとして出演することで学費を稼いでいたことがある。
第9シーズンでは、ホッジスと、お互いが宇宙を舞台にしたSFドラマ『アストロクエスト』のファンであることを偶然知り、意気投合するようになる。
第10シーズンよりレギュラー入り。ホッジスとの関係も進展するように見えたが、第11シーズン第2話を最後にベガスCSIを去った。ポートランドのCSIでの勤務を決意したためであり、去り際には、ホッジスに対し引き留められないようにするためにあえて直前までこのことを伏せていたのだとも語っていた。
レイモンド・ラングストン博士 (Dr.Raymond Langston)
演 - ローレンス・フィッシュバーン、日本語吹替 - 銀河万丈
出演 - 第9シーズン第9話〜第11シーズン第22話
CSI捜査官レベル1→2
韓国・ソウル生まれ。西ラスベガス大学教授で医学博士。
病理専門医としての病院勤務時代に、同僚が「死の天使」のごとく27人の患者を死なせた事件について本を執筆した経歴も持つ。
西ラスベガス大学で犯罪学の講義を受け持っていた際、連続殺人鬼ネイト・ハスケルの引き起こした事件を解決するために捜査に協力することになる。
ただ、最初は警察が無断で講義を捜査に利用したことに不快感を示しており、警察関係者でないという理由で手に入る捜査情報が限定されていたことにも、あまり良い感情は抱いていなかった。しかし事件解決後、グリッソムの勧めでCSIに転職することを決意する（ただし、主任ではなく新人として）。
知的かつ穏やかな性格の持ち主。勤務初日から災難に見舞われたにもかかわらず、指紋をきれいに採取できるように勤務時間が終わってからも1人ラボで練習したり、証拠を丹念に見直すことでキャサリンが気づかなかった真相をあぶり出したりするなど、真面目な人柄もあり、ニックからは洞察力を褒められたこともある。
ユーモアのセンスも持ち合わせており、多士済々のCSIの面々ともすぐに馴染み、信頼を勝ち得ている。
一方で情に厚い面もあり、事件関係者の子供をかばって感情的になったことや、銃を持った犯人に自ら近づいたりしたこともある。自身は過去に医師をしていた経験があったが、ライリーからは、犯人を病人扱いすれば、いずれ自分や仲間の身を危険にさらすことになると厳しく非難されている。実は、暴力的な性質の持ち主だった父親から、凶暴で衝動的な因子を遺伝的に受け継いでいることを自ら調べて知っており、自分の中に眠っている凶暴性を目覚めさせぬように努力していたが、そのことを見抜いていたハスケルに執着されることになる。
第10シーズンでレベル2に昇格、最終話、連続殺人鬼ジキルを追う過程でハスケルと接触。その後、ジキル事件を解決したことを留置場にいるハスケルに報告しに行ったところ、隙をつかれ背中を眼鏡のフレームで数回刺されてしまう。
第11シーズンの冒頭で一命は取り留めたが、片方の腎臓を失ってしまう。そのため、ストーリー序盤はロビンスから贈られた杖を使い歩行していた。第15話でハスケルが逃亡。その過程でハスケルが元妻グロリアと再婚した夫に近づき夫を殺害、グロリアを拉致した。その後ハスケルの生家を突き止めグロリアを救出し、ハスケルを一度は拘束したものの、彼女に性的暴力を行ったハスケルに対して遂に怒りが抑えきれなくなり、ハスケルを暴行した後に殺害した。後に監察官聴取で殺害を認めたためCSIを追われる形で退職した。
ロビンスによると、退職後は元妻グロリアと共にボルティモアで静養しているとのこと（第12シーズン第1話より）。
ちなみに、吹き替え版での彼の呼び名は「教授」に統一されているが、オリジナル（英語）版では「レイ」もしくは「ラングストン」とも呼ばれている。
モーガン・ブロディ (Morgan Brody)
演 - エリザベス・ハーノイス、日本語吹替 - 桑島法子
出演 - 第11シーズン第21話〜最終回
CSI捜査官レベル2
エクリーの娘で元ロス市警SID出身。第11シーズン21話で、殺人鬼ハスケルを追ってロスへ来たCSIチームに協力して事件解決に貢献するが、メンバーであるラングストンの起こした一件（前述）により解雇され、第12シーズンより志願してCSIに配属された。
聡明で負けん気が強く、捜査にも人一倍熱心に取り組み、解決への貢献も多いことからラッセルから高い評価と信頼を受けている。勝気な性分の一方で独特のユーモアのセンスを持ち合わせており、グレッグやホッジスら古参のメンバーとも親しく付き合っている。
腕っ節の強さと強運を持ち合わせており、第12シーズン5話では、ヘリで犯人を護送中にトラブルに巻き込まれ、ヘリの墜落とギャングとの銃撃戦に遭遇するが単独でこれを撃退。加えて第13シーズン最終話では囮捜査中に犯人に拉致され、脱出中に共犯者に銃撃されるが生還している。
父親であるエクリーに対しては着任当時から嫌悪感を顕にしていたが、彼が自分を庇って銃撃され瀕死の重傷を負ったことを機に和解し、距離を縮めた。
D・B・ラッセル (D.B. Russell)
演 - テッド・ダンソン、日本語吹替 - 樋浦勉
出演 - 第12シーズン第1話〜最終回
CSI捜査官レベル3、夜番主任
ラングストンの後任として、そして降格処分を受けたキャサリンの後任としてシアトルCSIからやってきた新主任。規則を無視して暴走しがちのCSIチームを立て直すために上層部が送り込んだ。
両親はフォークミュージシャンで妻バーバラと娘マヤ（演：ブルック・ネヴィン）、西ラスベガス大でバスケットボール選手の息子チャーリーと孫娘ケイティがおり、CSIシリーズで初めて妻子持ちの主人公である。そのせいか、普段は飄々としていながら締める所は威厳をもって締める、といういかにも家庭人としての父性を感じさせる振舞いの持ち主であり、グリッソムやキャサリンとは違うやり方でCSIの面々をまとめていく。痩身の優男だが、キャサリンが襲撃された際には怯むことなく車で銃撃戦の最中に飛び込むなど、見た目より胆力のある人物である。
通称のD.B.は「ディーベンコーン(Diebenkorn)」という少々変わった名前の略。本人はあまり気に入っていない様子で、本名を知っているフィンに対しても通称の方で呼ぶよう頼んでいた。
最終章ではFBIからのオファーを受け、CSIを去った。以後の活躍については『CSI:サイバー』（第2シーズン以降）を参照。
ジュリー・フィンレイ (Julie "Finn" Finlay)
演 - エリザベス・シュー、日本語吹替 - 田中敦子
出演 - 第12シーズン第14話〜第15シーズン
CSI捜査官レベル3
退職したキャサリンの代わりにやってきた捜査官。血痕鑑定の専門家。かつてシアトルCSIでラッセルの部下だったが、ラッセルにクビにされた過去を持つ。ある事件で協力を頼んできたラッセルにCSIへと誘われるまでは、警察学校のインストラクターを務めていた。
血気盛んな姉貴分的存在。ファーストネームの「ジュールス」を気に入っておらず、「フィン」という綽名で呼ばれることを好む。
捜査官としては極めて優秀でリーダーシップもあるが、強すぎる正義感と反骨心のために正規の捜査を逸脱しかねない危うさがあり、ラッセルとの確執の原因も、勝手に非合法な手段を用いて参考人のDNAを入手したためである。
二度の離婚歴があるらしく、私生活では奔放。
第15シーズン最終話で襲撃され意識不明の重体となり、最終章で殉職したことが明らかになった。殉職日は2015年2月15日（アメリカでの第15シーズン終了日）となっている。

### サブ
コンラッド・エクリー (Conrad Ecklie)
演 - マーク・ヴァン、日本語吹替 - 幹本雄之
出演 - 第1シーズン第7話〜最終回
CSI昼番主任→鑑識課局長代理→副保安官（第9シーズン）→保安官（第13シーズン）
強い上昇志向の持ち主で、価値観の異なるグリッソムとは相容れない人物。
第5シーズンで局長代理に出世し、過去にグリッソムが担当したとある事件を機に夜番チームを分割しただけでなく、自分に反論した元腹心のソフィア・カーティスを夜番に降格させるという私情を挟んだ人事を発令した。以上のような振る舞いから、グリッソムらに嫌われている。しかし、第5シーズンではCSIチームの穴埋めで嫌々ながらも捜査官に復帰したり、ニックが誘拐された折は私心を捨てて遅番・夜番合同捜査チームの編成と折衝している点から、捜査能力より組織運用能力が非常に高いと思われる。
第6シーズンからは第5シーズンの様な行動をとることは無くなり、協力的な姿勢を見せるようになった。第6話では被告側の弁護人が昆虫学者であることから反証させるためにグリッソムに協力を依頼している。第9シーズンではCSIが保安官直轄になったことに伴い、副保安官に就任した。
私生活では離婚していて、家族関係も良好ではなかったが、娘のモーガンに対してはCSIへの配属を尽力したり、彼女の危機に対しては取り乱すなど邪険に扱われながらも愛情を示す素振りを見せ、第12シーズン最終話で身代わりに銃撃されたことを機に確執を解消させた。
第13シーズンで、前保安官のリストンが辞職したため保安官の後任候補になるが、当初は仕事を続けたいかどうかさえも戸惑っていた。その後、モーガンの後押しもあって保安官への就任を許諾した。
最終回では連続爆破事件にレディ・ヘザーが関係している可能性がでてきた為、グリッソムに捜査協力を依頼する。
ルー・ヴァルタン (Luis "Lou" Vartann)
演 - アレックス・カーター、日本語吹替 - いずみ尚
出演 - 第4シーズン第9話〜
ベガス署の刑事。本名はルイス・ヴァルタン。
当初はモブキャラ的な扱いだったが徐々に出番やセリフが増えていった。マイナーキャラクターながら、なぜか国内外にファンが多い。
第6シーズンをもって一旦降板。第9シーズンで復帰した。一時キャサリンと交際していたが、価値観の違いで破局した。
サム・ベガ (Sam Vega)
演 - ジェフリー・リヴァス (Geoffrey Rivas)、日本語吹替 - 佐々木健
出演 - 第1シーズン16話〜第12シーズン
ベガス署の刑事。登場時は少年課。ギャング事件を主に担当する。
自身もヒスパニック系のため、スペイン語に堪能。第12シーズンのある事件で死亡する。
クリス・キャバリエ (Chris Cavaliere)
演 - ホセ・ズニーガ、日本語吹替 - 中西俊彦、髙階俊嗣（第6シーズン〜）
出演 - 第4シーズン第16話〜
ベガス署殺人課刑事。第4シーズン第16話から第10シーズンまで度々登場。捜査方法を巡ってニックと対立した事もあった。
マイケル（マイク）・ケプラー (Michael Keppler)
演 - リーヴ・シュレイバー、日本語吹替 - 立川三貴
出演 - 第7シーズン第12話〜第15話
ボルティモアから移ってきた捜査官。フィラデルフィア出身。昼番のはずだったが、サバティカル休暇を取っているグリッソムの穴埋めとして夜番に入る。恋人をレイプした犯人（と思っていた人物）を殺害した過去があった。
犯人逮捕のために大胆な捜査（逆行捜査やプロファイリング、本来行う必要がある手順を省略するなど）をし、特に逆行捜査でマッキーン副保安官・ブラス警部・キャサリン以外のメンバーをやむを得ずだます必要があったため、第7シーズン第13話「罠」以降、メンバーからの信頼が薄かった。しかし、キャサリンは彼と共に捜査をすることが多く、彼の良さを理解していたため、第15話で犯人の銃撃で彼が殉職したことは特にキャサリンにとってかなり悲痛なものとなった。

### CSIラボ勤務
ボビー・ドーソン (Bobby Dawson)
演 - ジェラルド・マッカローチ、日本語吹替 - 上田燿司
出演 - 第1シーズン第2話〜第10シーズン第20話
CSIラボ勤務。弾道分析官。過去にラボ内で違法改造銃を暴発させた経験から、銃及び銃器ラボの扱いは非常に慎重且つ丁寧。
アーチー・ジョンソン (Archie Johnson)
演 - アーチー・カオ、日本語吹替 - 蓮池龍三
出演 - 第2シーズン第7話〜第12シーズン第19話
音響・映像分析担当。
SF好きで、スタートレックの熱烈なファン。ゲームにも詳しく、その知識をニックに見込まれて現場捜査に駆り出されたこともある。趣味はサーフィン。
ミア・ディッカーソン (Mia Dickerson)
演 - アイシャ・タイラー、日本語吹替 - 根本圭子
出演 - 第5シーズン第3話〜第25話
DNA分析官。第5シーズンで捜査官になったグレッグの後任。黒人女性。極度の潔癖症。
マンディ・ウェブスター (Mandy Webster)
演 - シェーリ・ラパポート、日本語吹替 - 平田絵里子
指紋分析官。第1シーズンより。いつも眼鏡をかけている（シーズン2までは掛けていない）。
グリッソムとサラの交際について、メンバーは全く知らなかったが彼女は「鋭い」ところがあるようで、交際していることを知っていた。
ホッジスは基本的に自分と同じく仕切り屋で物怖じのしない彼女のことが苦手なようである。第7シーズン「模型の鍵」、第8シーズン「ラボゲーム」でほかのラボメンバーを集めるも、彼女の介入を嫌がっている（が、ともに介入を拒めなかった）。
ウォリックが殉職した事件では25口径の弾についたわずかな指紋の採取に成功し、犯人逮捕の決定的な証拠になった。
ジュディ・トレモント (Judy Tremont)
演 - Victoria Reiniger（Victoria Prescottとしてクレジット）
ラボの秘書。第3シーズンより。ほかのラボ勤務のメンバーより幾分体格が小さく、それを生かしての実験に協力することがある。ほかのメンバーに比べて会話を交えて登場する回数は少ないが、他のメンバーが会話をしている背後で、ラボの受付をしている姿がよく映る。
ジャッキー・フランコ (Jacqui Franco)
演 - ロミー・ローズモント、日本語吹替 - くじら
出演 - 第3シーズン第6話〜第5シーズン第19話
CSIラボ勤務。ノリの良い中年女性でグレッグと賭をして負けて彼のターバン帽を被って仕事をしたこともある。
ライリー・アダムス (Lirey Adams)
演 - ローレン・リー・スミス、日本語吹替 - 皆川純子
出演 - 第9シーズン第3話〜第24話
CSI捜査官レベル2
殉職したウォリックの穴埋めとしてCSIに仲間入り。両親は精神科医。
強気な性格で言動にもややトゲがあり、不意に口にした言葉で検死官のデヴィッドを震え上がらせたり、SMプレイの話題で過激な発言をすることもあった。一方、ウォリックの殉職でラボのメンバーが動揺している微妙な時期にチームに加わったため、ラボにやって来たカウンセラーに自分がうまくチームに馴染んでいけるのか相談していた。
第10シーズン第1話の時点ですでに退職しており、本人の登場は第9シーズン第24話まで。退職者面談で、キャサリンの指導力やチームの結束について批評している。

### マイナーキャラクター
ブライアン・モブリー保安官 (Sheriff Brian Mobley)
演 - グレン・モーシャワー、日本語吹替 - 谷昌樹
出演 - 第1〜2シーズン（s2#3　Overloadが最後の出演）
ロリー・アトウォーター保安官 (Rory Atwater)
演 - ザンダー・バークレー、日本語吹替 - 広瀬正志
出演 - 第4シーズン第7話〜9話、18話、第5シーズン第7話
前任のブライアン・モブリー保安官に代り第4シーズンの第7話から複数回登場。第11シーズンの第17話「魔性のリスト」ではリスト内に名前のみ登場。
ホリー・グリッブス (Holly Gribbs)
演 - シャンドラ・ウェスト、日本語吹替 - 山崎美貴
出演 - 第1シーズン第1・2話
シーズン1第1話でCSIに入ってきた新人捜査官。母である交通課の警部補のコネで採用された。ウォリックと組み捜査に当たっていたが、ウォリックが判事に頼まれてスポーツ賭博場に行っている間に、現場に戻ってきた犯人に殺されてしまう。
ポール・ミランダー / ダグ・メイソン判事 (Paul Millander)
演 - マット・オトゥール、日本語吹替 - 水内清光
第1・2シーズンにかけて暗躍した殺人鬼。シーズン2にて元は女性で性転換していた事が判明した。幼少時に父親の殺害犯が罪を免れたことから警察組織に恨みを持ち、グリッソムを翻弄する。逮捕されたものの、逃亡した後に拳銃自殺した。第10シーズンの第2話には息子のクレイグ・メイソンが登場する。
テリー・ミラー (Teri Miller)
演 - パメラ・ギドリー、日本語吹替 - 佐藤しのぶ
法医学者。復顔の専門家。その道のプロでアメリカ＆カナダを含めても右に出る者はいない。
グリッソムに好意を持っていたが、彼のワーカホリックについていけず、後に別の男性と結婚する。
サム・ブローン (Sam Braun)
演 - スコット・ウィルソン、日本語吹替 - 永田博丈
カジノ王で後にキャサリンの実の父だと判明する。
シーズン7でビジネスにおける部下の恨みを買い、娘であるキャサリンや孫娘リンゼイを監禁され脅迫され、巻き込んだことに責任を感じている中、その部下に銃殺されてしまう。同シーズンの第9話「レジェンド・オブ・ベガス」では、マフィアからキャサリンを守ってくれていたことも分かる。
それまでキャサリンはサムのことはあまり好ましく思ってはいなく「サム」と読んでいたが、シーズン8「怖い水」では彼のことを「パパ（日本語吹替）」と呼んでいた。
エリー・ブラス (Ellie Brass)
演 - ニッキー・エイコックス→ティール・レッドマン、日本語吹替 - 川上とも子→弓場沙織
ブラス警部の娘。但し、妻の連れ子であるため血は繋がっていない。
エディ・ウィロウズ (Eddie Willows)
演 - ティモシー・カーハート、日本語吹替 - 柳沢栄治
キャサリンの元夫。音楽プロデューサー。第3シーズン第15話で死亡する。
レディ・ヘザー (Lady Heather)
演 - メリンダ・クラーク、日本語吹替 - 勝生真沙子
本名ヘザー・ケスラー。シーズン2から登場したSMクラブ「倒錯の館」の女主人で卓越した知性の持ち主。彼女の館に勤務する女性が殺された事件でグリッソムと知り合い、お互いに「化学反応」と表するような好意を持ち合うが、それ以上の関係になることを恐れたグリッソムはシーズン3で起きた事件の際、彼女を参考人として事情聴取を行い、自ら関係を壊してしまう。シーズン6第15話「怒りの鞭」で娘のゾーイの遺体が砂漠で発見される。彼女の産んだ不倫相手との子の行方を案じつつ、娘を殺した犯人を車に括りつけ鞭打って殺そうとするがグリッソムに制止された。その後、シーズン7第23話「館の終焉」ではゾーイの遺児である孫娘の存在が判明。孫娘アリソンを育てているヘザーの元夫ジェローム・ケスラーはSMクラブを経営する彼女に嫌悪感を抱き、訪ねてきたグリッソムも同じ意見だろうと思ったがやんわりと否定され、また孫娘の将来のために自らの命を代償に金を工面しようとしている事実と共に諭された。元夫が偏見による拒絶を改めた事により拒まれていた孫娘との対面が叶う。シーズン9第5話「そばにいてほしい」で被害者がSM愛好者であることに気付いたグリッソムに助言を求められ、恋愛相談にも乗る懐の深さ。心理学の修士号を取得してセラピストとして活動中。
その後、9年前に娘が殺された上に、孫娘が3ヶ月前に殺されそのショックでオフィスを閉鎖。最終回では、連続爆弾犯の容疑を掛けられる。離婚しているグリッソムとサラが互いに想い合っていることを見抜いていた。
ジェナ・ウィリアム (Dr. Jenna Williams)
演 - ジュディス・スコット、日本語吹替 - 津田真澄
アル・ロビンスの前任の検死官。

レイ・オライリー
演 - スキップ・オブライエン、日本語吹替 - 金子由之
殺人課の刑事。恰幅の良い白人男性。
ジェフリー・マッキーン (Jeffley McKeen)
演 - コナー・オファレル、日本語吹替 - 千田光男
第6シーズン「神の子」から登場。階級は副保安官で、グリッソム達と捜査を巡って対立することがある。
第8シーズン最終話で、自分が絡んだ殺人事件に深入りされることを恐れて、ウォリックを射殺する。その後、第9シーズン第1話にてCSIチームの捜査により身柄を拘束、逮捕される。刑務所内からも影響力を持っており、第12シーズン最終話及び第13シーズン第1話にて事件を起こす。
リストン
演 - バーバラ・エヴァ・ハリス、日本語吹替 - 佐竹海莉
第12シーズンから登場した保安官。
ナタリー・デイヴィス (Natalie Davis)
演 - ジェシカ・コリンズ、日本語吹替 - 坂本真綾
シーズン7で発生した「模型殺人事件」の真犯人。幼い頃に父の心を自分に向けようとして邪魔な妹をツリーハウスから突き落として殺してしまい、父は妹を殺した彼女の所業に心を病んでしまう。
里子に出され、実子ミッチェル（ライオネル）よりも里親アーニーデル（アーネスト・エドワード・デル）に愛されていたにもかかわらず、アーニーの愛情を独占すべく他の里子達を次々と殺した。シーズン7第10話でアーニーが自分を庇って「模型殺人事件」の犯人として自殺したのを機にグリッソムを逆恨みするようになり、同シーズン最終話で彼の「大切な人」であるサラを誘拐した。逮捕後に統合失調症を発症し、精神療養施設に入所した。
シーズン9第7話では彼女を刑務所に移す為の審問での証言を頼まれたグリッソムと再会する。投薬治療や作業療法により、サラやグリッソムに対して謝罪するほどに症状は落ち着いている。審問の結果刑務所に身柄を送られたが、ナタリーの言動に違和感を抱いたグリッソムが彼女が使っていた部屋を調べ、床下から首を吊っている彼女自身の模型を発見した。このキャラクターは『未解明の死のナットシェル研究』と呼ばれる精巧な殺人現場ジオラマを作成したフランシス・グレスナー・リーの人生に着想を得ている。
ロニー・ライト
演 - ジェシカ・ルーカス、日本語吹替 - 斉藤梨絵
サラが遅番に移されCSIを去るまでの間登場、サラが教えていた訓練生。当初は、軽い態度で捜査をすることをサラに注意される。キャサリンと共に捜査することもあった。サラがCSIを去ってからは登場しなくなる。
ネイサン・ハスケル（ワーナー・ソープ）
演 - ビル・アーウィン、日本語吹替 - 宮本充
第9シーズンより登場した連続殺人鬼。ネイト・ハスケルとも。初登場時は服役中。第9シーズンではラングストンの授業に協力しているふりをして、テレビ電話のモニター越しに受講している弟子に指示を与えていた。第10シーズンではジキル博士の情報を持っていると刑務所からラングストンに連絡。情報を提供するためにベガス署にやってくる。ジキル逮捕後、隙をついてラングストンを折れた眼鏡で刺し、重傷を負わせた。
第11シーズンで、信者の協力を得て脱獄。ロサンゼルスでラングストンの元妻グロリアの婚約者を殺害しグロリアを誘拐する。そして自宅である農場にてラングストンと死闘の末階段から転落死する。
死後に行われた自宅の捜査によって、本名が「ワーナー・ソープ」であることや、少年時代から小動物を殺害していたこと、ある日自宅にやって来た家電製品の訪問販売員（名前はダグラス・ネイサン・ハスケル）を殺害していたことが判明する。後にその訪問販売員の名前を名乗るようになっていたため、作中において自身が本名で呼ばれるのは、死後のわずかな機会のみとなった。
カルロス・モレノ
演 - エンリケ・ムルシアーノ、日本語吹替 - 遠藤大智
シーズン10第4話で初登場した風紀課の刑事。シーズン12で数回再登場する。スペイン語が堪能で、シーズン12で亡くなったサム・ベガの義理の息子である。ベガが関わった事件の証拠が再審請求で無効になり、釈放を阻止するために非公式でCSIメンバーと捜査にあたる。シーズン12ではフィンと付き合っている様子がある。
ポール・ウィンスロップ / ジャレッド・ブリスコ
演 - マーク＝ポール・ゴスラー
通称：ギグ・ハーバー・キラー。第15シーズンで登場する凶悪殺人鬼。ラッセルとフィンが5年前にいたシアトルで起こった7件の連続殺人事件の犯人。一旦はジャレッドが逮捕され死刑執行直前だったが、ウィンスロップ連行時に爆弾トラップに引っかかり釈放されてしまう。
第15シーズン6話では更に三人の女性を殺害。13話で更に一人殺し、ラッセルの娘のマヤも誘拐するが、ダニエル・ショーの機転によってブリスコは射殺された。第15シーズン最終話では、辛うじて逃亡したウィンスロップが傷が癒えた後自ら中指を切り落としてブリスコになり、父親のコリン・ウィンスロップとダニエルを射殺する。そして自宅待機中のフィンを撲殺した後（シーズン最終話では意識不明だったが、最終回ラストで死亡が判明する）、駆けつけたサラに銃撃されたが一命をとりとめた。

### 主なゲスト出演者
シーズン1
ジョニー・メスナー（第2話）、グラント・ヘスロヴ（第4話）、マイロ・ヴィンティミリア（第5話）、ダコタ・ファニング（第7話）、ジョン・ゲッツ（第10話）、マーク・モーゼス（第10話）、グレゴリー・イッツェン（第13話）、レイン・ウィルソン（第23話）
シーズン2
ブレンダ・ストロング（第3話）、ディラン・ベイカー（第6話）、ジェレミー・レナー（第6話）、リンゼイ・プライス（第6話）、サッシャ・アレクサンダー（第6話）、アマウリー・ノラスコ（第8話）、ダニエル・デイ・キム（第10話）、マーシャ・クロス（第11話）、ジェイソン・ベギー（第15話）、ジェレミー・ラッチフォード （第16話）、ブルース・マッギル（第17話）、マーク・ダカスコス（第17話）、アーロン・ポール（第17話）
シーズン3
カーマイン・ジョヴィナッツォ（第1話）、チャド・マイケル・マーレイ（第2話）、ウェイド・ウィリアムズ（第5話）、トム・ヌーナン（第6話）、ウィリアム・メイポーザー（第8話）、リチャード・バージ（第10話）、チャド・リンドバーグ（第11話）エヴァン・レイチェル・ウッド（第12話）、エリザベス・ミッチェル（第14話）、ポーリー・ペレット（第15話）、ボブ・ガントン（第22話）、レイモンド・クルス（第22話）
シーズン4
ジョシュ・ホロウェイ（第1話）、マリソル・ニコルズ（第2話）、ジェフリー・ディーン・モーガン（第2話）、ウィリー・ガーソン（第5話）、ヘンリー・ツェニー（第6話）、ジェフリー・コムズ（第6話）、サンダー・バークレー（第7,8,9,18話）、マーティン・ドノヴァン（第8話）、ルイス・ロンバルディ（第9話）、ブライアン・オースティン・グリーン(第10話）、エディ・ジェイミソン（第11話）、スーザン・メイ・プラット（第11話）、ダニー・ヒューストン（第13話）、T・J・サイン（第14話）、キム・コーツ（第15話）、ニコラス・リー（第15,16,22話）、T・R・ナイト（第17話）
シーズン5
レイコ・エイルスワース（第1話）、トニー・アメンドーラ（第1話）、ジョン・L・アダムス（第1話）、クリスティン・ローズ（第2話）、D・B・ウッドサイド（第3話）、アメリカ・フェレーラ（第3話）、メリッサ・レオ（第3話）、トーマス・デッカー（第3話）、ブラッド・ハント（第4話）、デイヴィッド・アンダース（第4話）、A.J.バックリー（第4話）、ディナ・メイヤー（第5話）、ダグ・サヴァント（第5話）、プルイット・テイラー・ヴィンス（第5話）、ハリエット・サンソム・ハリス（第6話）、サマー・グロー（第6話）、サンダー・バークレー（第7話）、ジョナサン・バンクス（第7話）、リンゼイ・クローズ（第8話）、ケイト・ウォルシュ（第8話）、サム・アンダーソン（第8話）、ナナ・ヴィジター（第9話）、アレクシス・クルーツ（第10話）、ラッセル・ウォン（第10話）、テッド・ルーニー（第11話）、マイケル・ペーニャ（第12話）、ミーシャ・コリンズ（第13話）、ジェリコ・イヴァネク（第13話）、フォーブス・マーチ（第14話）、アンソニー・デニソン（第15話）、リー・タージェセン（第17話）、スティーヴン・ボールドウィン（第17話）、ジェームズ・バッジ・デール（第21話）、アニタ・ジレット（第22話）、アラン・ローゼンバーグ（第22話）、ジョン・サクソン（第23話）、トニー・カーティス（第24話：特別出演）
シーズン6
クレア・デュヴァル（第4話）、ジェフリー・ノードリング（第6話）、ネスター・セラーノ（第7,8話）、ジェシカ・コリンズ（第9話）、エリック・パラディーノ （第11話）、テイラー・コール（第12話）、フェイ・ダナウェイ（第13話）、ジョナサン・バンクス（第13話）、ジョニー・ルイス（第16話）、ページ・ケネディ（第20話）、レイ・ワイズ（第21話）、アマンダ・サイフリッド（第21話）、ウィル・ユン・リー（第22話）、カーリー・グラハム（第23話）、ケリー・カールソン（第23話）
シーズン7
ジョン・メイヤー（第1話）、ケヴィン・ラーム（第1,2話）、デビッド・エイゲンバーグ（第3話）、リック・ユーン（第3話）、ジム・ビーバー（第4,7話）、ビセラス・シャノン（第4,7,19話）、セス・ピーターソン（第6話）、DJクオールズ（第7話）、ヴァレリー・マハフェイ（第8話）、ロジャー・ダルトリー（第9話）、レン・キャリオー（第15話）、キャスリーン・クインラン（第16話）、ローラ・ハリス（第17話）、リンジー・フォンセカ（第17話）、ルビー・ディー（第18話）、ピーター・ストーメア（第21話）
シーズン8
アンソニー・ラパリア（第6話）、レイモンド・クルス（第13話）
シーズン9
サン・カン（第6話）、ティッピ・ヘドレン（第8話）、テイラー・スウィフト（第16話）、グレッグ・ジャーマン（第19話）
シーズン10
ブライアン・ティー（第1話）、レオナルド・ナム（第13話）、イアン・アンソニー・デイル（第16話）
シーズン11
ジャスティン・ビーバー（第1話、第15話）、ダニー・ヌッチ（第21話）
シエンナ・ギロリー（第1話）
シーズン12
ケリー・フー（第3話）、ジャクリーン・スミス（第18話、第22話）
シーズン13
ブライアン・ヴァン・ホルト（第8話）、ニール・マクドノー（第18話）、ブラック・サバス（第22話）、ティム・マシスン（第22話）、エリック・ロバーツ（第22話）
シーズン14
ジョン・ラッツェンバーガー（第3話）、ウルフギャング・パック（第4話）、リー・トンプソン（第7話）、シェリー・ストリングフィールド（第8話）、ジョーダン・スパークス（第9話）、ジョエル・グレイ（第12話）、ジャック・コールマン（第15話）、ジーン・シモンズ（第17話）、ロバート・デヴィ（第18話）、パトリシア・アークエット（第21話）、トリート・ウィリアムズ（第22話）
シーズン15
マーク・ポール・ゴスラー（第1,6,13,18話）、マーク・バレー（第1,6,13,18話）、ネイサン・ギャンブル（第4話）、ベラ・ソーン（第4話）、マーク・ブルカス（第7話）、グレッグ・グランバーグ（第7話）、シャロン・オズボーン（第10話）、ディーン・マクダーモット（第12話）、グレッグ・エヴィガン（第14話）、ロブ・エステス（第14話）、リサ・リナ（第17話）、ルーク・ベンワード（第17話）、ブレット・カレン（第17話）、バリー・ボストウィック（第18話）

## 日本語製作版スタッフ
- 制作・著作 - 角川ヘラルド映画株式会社（シーズン1〜5）→角川映画株式会社→株式会社KADOKAWA 角川映画（シーズン6〜）
- プロデューサー -
- 製作担当 - 吉田啓介
- ディレクター - 本吉伊都子
- 調整 - 黒崎裕樹、奥村伸一郎

## オンライン配信
日本語版
Amazonビデオにてシーズン1からシーズン15（最終章を除く）まで配信中。（2022年8月現在は配信終了。）
Huluでは、最終章を含んだ全エピソードが配信中。
U-NEXT にて、2023年12月6日よりシーズン1からシーズン15（最終章はシーズン16として公開）までの配信が開始された。

## エピソードリスト

### 合同捜査・クロスオーバー
第2シーズン
2002年5月9日放送の第22話「ベガス-マイアミ合同捜査」において、ラスベガスで発生した強盗殺人・幼児誘拐事件の捜査のため、キャサリンとウォリックがマイアミに赴き、本作のスピンオフである『CSI:マイアミ』のキャストと共演した。実質的には同作のパイロット版であり、顔見世の役割を果たした。
第8シーズン
『WITHOUT A TRACE/FBI 失踪者を追え!（以下FBI）』とのクロスオーバーが行われた。2007年11月8日放送の本作第6話「絆に飢えた狼」を前編、『FBI』第6シーズン第6話「狼の末路」を後編として放送された。
『チャーリー・シーンのハーパー★ボーイズ』とのクロスオーバーが行われた。2008年5月5日放送の同作第5シーズン第17話を前編、5月8日放送の本作第16話「CSI：ハリウッド」を後編として放送された。
第10シーズン
CSI3作品をまたぐクロスオーバーである「CSI:トリロジー（英語版）」が放送された。事件はマイアミ（第8シーズン第7話。2009年11月9日放送）→ニューヨーク（第6シーズン第7話。同11月11日放送）→ラスベガス（第10シーズン第7話。同11月12日放送）の順に舞台を移し、アメリカでは同じ週に放送された。なお、他の作品へのゲスト出演は、当時本作の主人公であったレイモンド・ラングストンが3作全てに出演しているのみで、ニューヨーク編とマイアミ編の登場人物は他の作品に出演していない。
第13シーズン
「CSI:NY」とのクロスオーバー。マックの恋人であるクリスティーンを追って、サプライズをしようとベガスにマックが訪れるが、クリスティーンはそこにはおらず事件に巻き込まれる設定で、ベガス→ニューヨークの順に進む。本作第13シーズン「ニューヨークからの来訪者」にはマックが、ニューヨーク編ファイナルシーズン「ラスベガスからの追跡者」にはラッセルがそれぞれ出演した。

## 放送局

### 初回放送
| シーズン    | CBS                           | WOWOWプライム                 |
| ----------- | ----------------------------- | ----------------------------- |
| シーズン 1  | 2000年10月6日 - 2001年5月17日 | 2002年4月2日 - 2002年9月24日  |
| シーズン 2  | 2001年9月27日 - 2002年5月16日 | 2003年4月8日 - 2003年9月23日  |
| シーズン 3  | 2002年9月26日 - 2003年5月15日 | 2004年4月13日 - 2004年10月5日 |
| シーズン 4  | 2003年9月25日 - 2004年5月20日 | 2005年4月12日 - 2005年7月26日 |
| シーズン 5  | 2004年9月23日 - 2005年5月19日 | 2006年4月8日 - 2006年10月7日  |
| シーズン 6  | 2005年9月22日 - 2006年5月18日 | 2007年4月14日 - 2007年9月29日 |
| シーズン 7  | 2006年9月21日 - 2007年5月17日 | 2008年4月12日 - 2008年10月4日 |
| シーズン 8  | 2007年9月27日 - 2008年5月15日 | 2009年4月4日 - 2009年8月8日   |
| シーズン 9  | 2008年10月9日 - 2009年5月14日 | 2010年4月10日 - 2010年10月9日 |
| シーズン 10 | 2009年10月9日 - 2010年5月20日 | 2011年4月9日 - 2011年9月24日  |
| シーズン 11 | 2010年9月23日 - 2011年5月12日 | 2012年4月21日 - 2012年9月15日 |
| シーズン 12 | 2011年9月21日 - 2012年5月9日  | 2013年4月20日 - 2013年9月14日 |
| シーズン 13 | 2012年9月26日 - 2013年5月15日 | 2014年4月12日 - 2014年9月6日  |
| シーズン 14 | 2013年9月25日 - 2014年5月7日  | 2014年10月4日 - 2015年3月14日 |
| シーズン 15 | 2014年9月28日 - 2015年2月15日 | 2015年7月4日 - 2015年10月31日 |
| 最終回      | 2015年9月27日                 | 2015年11月7日                 |

### その他の日本
AXN
シーズン1 - 2003年4月22日から2004年9月23日
シーズン2 - 2005年3月24日から2005年8月25日
シーズン3 - 2006年3月23日から2006年8月24日
シーズン4 - 2007年3月22日から2007年8月23日
シーズン1-4一挙放送 - 2007年8月17日から
シーズン5 - 2008年1月7日から2008年6月23日
シーズン6 - 2009年2月9日から2009年7月24日
シーズン1-6連続放送 - 2009年7月27日から
シーズン7 - 2010年2月15日から
シーズン1-7連続放送 - 2011年10月20日まで
シーズン8 - 2011年1月31日から
シーズン9 - 2011年10月24日から
シーズン10 -
シーズン11 - 
「ラングストン vs 宿敵ハスケル」 - 7月9日から8月21日まで放送
シーズン12 - 2014年8月17日から2015年2月4日
シーズン13 - 2015年11月4日から
これ以外に、昼のDrama Break枠等で過去のシーズンが連続放送される。
テレビ東京
シーズン1 - 2003年4月14日から2003年11月24日（テレビ東京系列、月曜日 22:00 - 22:54）
シーズン2 - 2005年1月5日から2005年2月28日
シーズン3 - 2006年10月23日から2006年12月12日
シーズン4 - 2006年12月13日から2007年2月14日
シーズン5 - 2007年6月12日から2007年8月8日
シーズン6 - 2009年4月1日から2009年9月16日
シーズン7 - 2009年9月30日から2010年3月24日
シーズン8 - 2010年4月7日から2010年7月28日
シーズン9 - 2012年4月11日から2012年5月24日
シーズン10 - 2012年9月3日から2012年10月11日
シーズン11 - 2013年6月25日から2013年8月1日
シーズン12 - 2014年7月9日から2014年8月18日
シーズン13 - 2015年8月26日から2015年9月28日
シーズン14 - 2016年3月15日から2016年4月14日
シーズン15 - 2017年2月23日から2017年3月21日
最終章 - 2017年3月22日から2017年3月23日
テレビ大阪
シーズン1 - 2003年4月14日から2003年11月24日
シーズン2 - 2006年10月1日から2007年3月18日
シーズン3 - 2007年10月7日から2008年3月30日
シーズン4 - 2009年1月7日から2009年6月10日
シーズン5 - 2009年6月17日から2009年12月2日
シーズン6 - 2011年1月5日から2011年6月22日
シーズン7 - 2011年6月29日から2011年12月7日
シーズン8 - 2013年4月24日から2013年8月14日
シーズン9 - 2013年8月21日から2014年2月5日
シーズン10 - 2018年4月11日から
テレビ愛知
シーズン1 - 2003年4月14日から2003年11月24日
シーズン3 - 2007年4月1日から2007年9月9日
シーズン4 - 2007年9月16日から2008年3月9日
シーズン5 - 2008年3月16日から2008年9月21日
シーズン6 - 2010年3月28日から2010年9月19日
シーズン7 - 2010年9月26日から2011年3月13日
シーズン8 - 2011年10月3日から2011年11月28日
テレビせとうち
シーズン1 - 2003年4月14日から2003年11月24日
シーズン2 - 2006年7月29日から2007年1月20日
シーズン3 - 2007年10月27日から2008年5月10日
シーズン4 - 2008年10月31日から2009年4月10日
シーズン5 - 2009年4月17日から2009年10月2日
シーズン6 - 2010年10月1日から2011年3月25日
シーズン7 - 2011年4月1日から2011年9月16日
シーズン8 - 2012年8月31日から2012年12月14日
シーズン9 - 2017年8月5日から2018年1月20日
シーズン10 - 2018年1月27日から2018年6月23日
シーズン11 - 2018年6月30日から2018年11月23日
シーズン12 - 2018年11月30日から2019年5月10日
シーズン13 - 2019年5月17日から2019年10月4日
シーズン14 - 2019年10月11日から2020年3月14日
シーズン15 - 2020年3月21日から2020年7月18日
最終章 - 2020年7月25日から2020年8月1日
テレビ北海道
シーズン01 - 2003年04月14日〜2003年11月24日
再放送 2005年04月3日〜2005年09月25日
シーズン02 - 2005年10月02日〜2006年03月26日
シーズン03 - 2007年03月25日〜2007年09月09日
シーズン04 - 2007年09月16日〜2008年02月24日
シーズン05 - 2008年03月02日〜2008年09月07日
シーズン06 - 2009年09月06日〜2010年02月21日
シーズン07 - 2010年02月28日〜2010年08月22日
シーズン08 - 2010年08月29日〜2010年12月12日
シーズン09 - 2014年03月31日〜2014年06月30日
シーズン10 - 2014年07月01日〜2014年09月22日
シーズン11 - 2014年09月29日〜2014年11月19日
シーズン12 - 2014年11月25日〜2015年01月22日
TVQ九州放送
シーズン1 - 2003年4月14日から2003年11月24日
シーズン3 - 2008年4月20日から2008年10月5日
岐阜放送
シーズン1 - 2003年10月7日から2004年3月16日
びわ湖放送
シーズン1 - 2003年10月16日から2004年3月25日
シーズン2 - 2005年4月7日から2005年9月29日
シーズン4 - 2008年10月2日から2008年3月11日
シーズン5 - 2008年3月13日から2008年9月16日
シーズン6 - 2011年8月28日から2012年1月22日
シーズン7 - 2012年1月29日から
奈良テレビ
シーズン1 - 2003年4月22日から2003年12月2日
シーズン3 - 2008年4月5日から2008年9月27日
シーズン4 - 2008年10月11日から2009年3月28日
シーズン5 - 2009年4月3日から2009年9月18日
テレビ和歌山
シーズン1 - 2003年4月24日から2004年1月5日
シーズン2 - 2007年4月12日から2007年10月18日
シーズン3 - 2007年11月1日から2008年5月29日
シーズン4 - 2008年6月12日から2009年1月8日
シーズン5 - 2009年1月15日から2009年8月13日
シーズン6 - 2009年8月20日から2010年4月28日
シーズン7 - 2010年5月5日から2010年12月27日
シーズン8 - 2010年1月17日から2011年7月4日
福井テレビ
シーズン1 - 2003年4月14日から2003年11月24日
シーズン2 - 2005年1月21日から2005年6月24日
テレビ新潟
シーズン1 - 2003年6月14日から2003年11月22日
シーズン2 - 2005年4月9日から2005年9月24日
琉球朝日放送
シーズン1 - 2003年10月4日から2004年3月20日
シーズン3 - 2008年3月8日から2008年10月4日
シーズン4 - 2008年10月11日から2009年4月18日
シーズン5 - 2009年4月25日から2009年12月31日
石川テレビ
シーズン1 - 2003年10月11日から2004年4月17日
北陸放送
シーズン2 - 2007年4月6日から2007年6月22日
シーズン4 - 2007年10月5日から2007年12月21日
シーズン5 - 2009年1月16日から2009年4月10日
東日本放送
シーズン1 - 2003年10月29日から2004年4月7日
仙台放送
シーズン4 - 2009年4月8日から2009年9月9日
テレビ静岡
シーズン1 - 2003年10月31日から2004年6月4日
シーズン2 - 2005年1月14日から2005年6月24日
シーズン3 - 2007年11月12日から2008年4月23日
シーズン4 - 2008年10月6日から2009年3月23日
シーズン5 - 2010年4月23日から2010年10月15日
シーズン6 - 2010年10月29日から2011年4月27日
シーズン7 - 2011年5月4日から2011年10月12日
高知放送
シーズン1 - 2003年12月4日から2004年2月5日
富山テレビ
シーズン1 - 2003年12月4日から2004年4月15日
シーズン4 - 2009年1月9日から2009年3月19日
広島ホームテレビ
シーズン1 - 2004年1月7日から2004年6月16日
IBC岩手放送
シーズン1 - 2005年4月29日から2005年10月7日
シーズン3 - 2007年9月26日から2008年3月5日
シーズン4 - 2009年4月22日から2009年9月30日
テレビ岩手
シーズン2 - 2005年10月14日から2006年3月24日
山口朝日放送
シーズン1 - 2005年10月1日から2006年3月18日
テレビユー福島
シーズン2 - 2006年10月3日から2007年3月13日
シーズン3 - 2008年3月11日から2008年8月25日
シーズン4 - 2009年8月3日から2010年1月11日
シーズン5 - 2010年10月25日から2011年5月2日
テレビくまもと
シーズン3 - 2007年4月12日から2007年9月27日
シーズン4 - 2008年5月8日から2008年10月9日
シーズン5 - 2009年4月9日から2009年8月6日
山梨放送
シーズン3 - 2007年10月3日から2008年3月19日
長野放送
シーズン4 - 2009年1月15日から2009年6月18日
TOKYO MX
シーズン1 - 2010年4月1日から2010年9月2日
シーズン2 - 2010年9月9日から2011年2月24日
シーズン3 - 2012年2月16日から2012年7月18日
シーズン4 - 2013年8月28日から2014年3月5日
シーズン5 - 2014年4月7日から2014年11月3日
シーズン6 - 2014年11月17日から2015年6月2日
シーズン7 - 2015年6月16日から2016年2月2日
シーズン8 - 2016年2月9日から2017年1月28日
AFN
CSI:（ラスベガス）：prime PACIFIC
CSI:NY：spectrum
Dlife
シーズン1 - 2013年8月5日から現在

## DVD
日本語版
| 商品名          | セルDVD BOX-1  | セルDVD BOX-2  |
| --------------- | -------------- | -------------- |
| CSI:科学捜査班  | 2003年11月21日 | 2003年12月26日 |
| CSI:2科学捜査班 | 2005年2月23日  | 2005年3月16日  |
| CSI:3科学捜査班 | 2006年2月24日  | 2006年3月15日  |
| CSI:4科学捜査班 | 2007年2月23日  | 2007年3月23日  |
| CSI:5科学捜査班 | 2007年9月7日   | 2007年10月5日  |
| CSI:6科学捜査班 | 2008年9月5日   | 2008年10月3日  |
| CSI:7科学捜査班 | 2009年5月29日  | 2009年6月26日  |
| CSI:8科学捜査班 | 2010年2月26日  | 2010年3月26日  |
| CSI:9科学捜査班 | 2011年2月25日  | 2011年4月8日   |

## ノベライズ
シェイマス賞受賞作家で、映画『ロード・トゥ・パーディション』の原作者として知られるマックス・アラン・コリンズによるノベライズが、角川文庫より刊行されている。
いずれの作品も、登場人物等の設定のみをドラマシリーズから引き継いだ、オリジナル小説。
- 『CSI:科学捜査班 ダブル・ディーラー』マックス・アラン・コリンズ著、鎌田三平訳（2005年、角川文庫）ISBN 978-4-04-282606-4
- 『CSI:科学捜査班 シン・シティ』マックス・アラン・コリンズ著、鎌田三平訳（2005年、角川文庫）ISBN 978-4-04-282607-1
- 『CSI:科学捜査班 コールド・バーン』マックス・アラン・コリンズ著、鎌田三平訳（2006年、角川文庫）ISBN 978-4-04-282608-8
- 『CSI:科学捜査班 死の天使』マックス・アラン・コリンズ著、鎌田三平訳（2008年、角川文庫）ISBN 978-4-04-282611-8
- 『CSI:科学捜査班 鮮血の絆』マックス・アラン・コリンズ著、鎌田三平訳（2009年、角川文庫）ISBN 978-4-04-282613-2

## モバイルゲーム
アドベンチャーゲーム
ゲームロフトの運営するゲームロフト シネマにて公式モバイルゲームが2008年3月31日からiモード用、2008年4月17日からYahoo!ケータイ用、2008年7月11日からEZweb用に発売されている。対応機種は限られている。同ドラマの制作者の1人であるアンソニー・ズイカー氏によるオリジナルシナリオ。
スロットアドベンチャーゲーム
ゲームロフトが、CBS Interactive と提携し『CSI:科学捜査班～Slot～』を2015年9月24日からiOS、Android、2015年10月8日からWindows Phone向けに配信を開始した。